# Парламентские выборы в Норвегии (1891)
Парламентские выборы в Норвегии проходили с 8 июня по 7 декабря 1891 года. В результате победу одержала Либеральная партия, получившая 63 из 114 мест парламента. Консервативная партия участвовала в выборах в коалиции с Умеренной либеральной партией, хотя в некоторых округах партии использовали раздельные партийные списки.

## Ход выборов
В каждом приходе приходской священник отвечал за проведение выборов в качестве назначенного выборщика. 75 депутатов сельской местности в каждом из восемнадцати округов проводились избирательные собрания, на которых избиралось от 2 до 5 из 75 депутатов. На городских избирательных участках избиралось один, два или четыре из 39 депутатов парламента.
Право голоса имели мужчины старше 25 лет с имуществом или доходом определённого размера. Чтобы иметь право голоса, они также должны были принести присягу Конституции. Женщины не имели права голоса. Всего 197 865 мужчин имели право голоса. 136 690 человек имели право голоса. Из них проголосовал 102 931 человек.
Выборы проходили с 8 июня по 7 декабря 1891 года. На 422 выборах в сельской местности было выдвинуто 1332 выборщика. На 39 выборах в городах было выдвинуто в общей сложности 584 выборщика. Избирательные собрания проводились с 7 июля по 9 декабря 1891 года. 41-й Стортинг начал работу 1 февраля 1892 года.

## Результаты
| Партия                                | Партия                                | Голоса  | %    | Места | +/- |
| ------------------------------------- | ------------------------------------- | ------- | ---- | ----- | --- |
|                                       | Либеральная партия                    | 51 780  | 50,8 | 63    | +25 |
|                                       | Консервативная партия                 | 50 059  | 49,2 | 35    | -16 |
|                                       | Умеренная либеральная партия          | 50 059  | 49,2 | 16    | -9  |
| Недействительных/пустых бюллетеней    | Недействительных/пустых бюллетеней    | 1 087   | -    | -     | -   |
| Всего                                 | Всего                                 | 90 416  | 100  | 114   | 0   |
| Зарегистрированных избирателей / Явка | Зарегистрированных избирателей / Явка | 128 368 | 70,4 | -     | -   |
| Источники: Nohlen & Stöver            |                                       |         |      |       |     |